# Adenia hastata
Adenia hastata là một loài thực vật có hoa trong họ Lạc tiên. Loài này được (Harv.) Schinz mô tả khoa học đầu tiên năm 1892.